# Молай
Молай със стари имена Дворани или Дворан и Тепеджик (на албански: Mollaj) е село в Албания, община Корча, област Корча.

## География
Селото е разположено на 7 километра южно от град Корча.

## История
В 15 век в Адорни или Тепеджик са отбелязани поименно 172 глави на домакинства.
До 2015 година е център на община Молай.